# Premiul Edgar
Premiile Edgar Allan Poe sunt prezentate în fiecare an de către Mystery Writers of America, cu sediul în New York City. Acestea onorează cele mai bune  lucrări de mister, non-ficțiune, televiziune, film și teatru publicate sau produse în anul precedent. 

## Categorii
- Premiul Edgar pentru cel mai bun roman  (din 1954)
- Premiul Edgar pentru cel mai bun roman de debut al unui autor american (din 1946)
- Premiul Edgar pentru cea mai bună carte copertată originală (din 1970)
- Premiul Edgar pentru cea mai bună povestire (din 1951)
- Premiul Edgar pentru cea mai bună carte polițistă bazată pe fapte reale (din 1948)
- Premiul Edgar pentru cea mai bună carte biografică / de critică(din 1977)
- Premiul Edgar pentru cea mai bună carte pentru tineret (din 1989)
- Premiul Edgar pentru cea mai bună carte pentru copii (din 1961)
- Premiul Edgar pentru cel mai bun scenariu al unui episod TV (din 1952)
- Premiul Edgar pentru cel mai bun program sau miniserial TV (din 1972)
- Premiul Edgar pentru cel mai bun scenariu al unui film (din 1946)
- Premiul Edgar pentru cea mai bună piesă (din 1950, cu întreruperi)
- Premiul  Special  (din 1949, cu întreruperi)
- Premiul Memorial Robert L. Fish  pentru prima povestire de mister (din 1984)
- Premiul Raven  (din 1953)
- Premiul Grand Master  (din 1955)
- Premiul Ellery Queen  (din 1983)
- Premiul Mary Higgins Clark  (din 2001)
- Premiul Edgar pentru cea mai bună dramă radio (1946–1960)
- Outstanding Mystery Criticism (1946–1967)
- Premiul Edgar pentru cel mai bun film străin (1949–1966)
- Best book jacket (1955–1975)

## Premiul Edgar pentru cel mai bun roman

### Anii 1950
1954 Charlotte Jay, Beat Not the Bones
1955 Raymond Chandler, The Long Goodbye
1956 Margaret Millar, Beast in View
- The Gordons, The Case of the Talking Bug
- Patricia Highsmith, The Talented Mr. Ripley

1957 Charlotte Armstrong, A Dram of Poison
- Charles Samuels și Louise Samuels Night Fell on Georgia"
- Margot Bennett, The Man Who Didn't Fly

1958 Ed Lacy, Room to Swing
- Arthur Upfield, The Bushman Who Came Back
- Bill Ballinger, The Longest Second
- Marjorie Carleton, The Night of the Good Children

1959 Stanley Ellin, The Eighth Circle
- Dorothy Salisbury Davis, A Gentleman Called
- David Alexander, The Madhouse in Washington Square
- Lee Blackstock, The Woman in the Woods (aka Miss Fenny ca Charity Blackstock)

### Anii 1960
1960 Celia Fremlin, The Hours Before Dawn
- Philip MacDonald, The List of Adrian Messenger

1961 Julian Symons, The Progress of a Crime
- Peter Curtis, The Devil's Own
- Herbert Brean, The Traces of Brillhart
- Geoffrey Household, Watcher in the Shadows

1962 J. J. Marric, Gideon's Fire
- Lionel Davidson, The Night of Wenceslas
- Anne Blaisdell, Nightmare
- Suzanne Blanc, The Green Stone
- Ross Macdonald, The Wycherly Woman

1963 Ellis Peters, Death and the Joyful Woman
- Dell Shannon, Knave of Hearts
- Mark McShane, Seance
- Shelley Smith, The Ballad of the Running Man
- Jean Potts, The Evil Wish
- Ross Macdonald, The Zebra-Striped Hearse

1964 Eric Ambler, The Light of Day
- Stanton Forbes, Grieve for the Past
- Dorothy B. Hughes, The Expendable Man
- Elizabeth Fenwick, The Make-Believe Man
- Ellery Queen, The Player on the Other Side

1965 John le Carré, The Spy Who Came in from the Cold
- Margaret Millar, The Fiend
- Hans Hellmut Kirst, The Night of the Generals
- Mary Stewart, This Rough Magic

1966 Adam Hall, The Quiller Memorandum
- Mary Stewart, Airs Above the Ground
- Len Deighton, Funeral in Berlin
- Ross Macdonald, The Far Side of the Dollar
- Dorothy Salisbury Davis, The Pale Betrayer
- H. R. F. Keating, The Perfect Murder

1967 Nicolas Freeling, King of the Rainy Country
- Ngaio Marsh, Killer Dolphin
- Dick Francis, Odds Against
- Donald E. Westlake, The Busy Body

1968 Donald E. Westlake, God Save the Mark
- George Baxt, A Parade of Cockeyed Creatures
- Dick Francis, Flying Finish
- Charlotte Armstrong, Lemon in the Basket
- Ira Levin, Rosemary's Baby
- Charlotte Armstrong, The Gift Shop

1969 "Jeffery Hudson" (Michael Crichton), A Case of Need
- Peter Dickinson, A Glass-Sided Ants' Nest
- Dick Francis, Blood Sport
- Dorothy Salisbury Davis and Jerome Ross, God Speed the Night
- Heron Carvic, Picture Miss Seeton
- Stanley Ellin, The Valentine Estate

### Anii 1970
1970 Dick Francis, Forfeit
- Chester Himes, Blind Man with a Pistol
- Shaun Herron, Miro
- Peter Dickinson, The Old English Peep Show
- Emma Lathen, When in Greece
- Dorothy Salisbury Davis, Where the Dark Streets Go

1971 Maj Sjöwall & Per Wahlöö, The Laughing Policeman
- Pat Stadley, Autumn of a Hunter
- Margaret Millar, Beyond this Point Are Monsters
- Patricia Moyes, Many Deadly Returns
- Donald E. Westlake, The Hot Rock
- Shaun Herron, The Hound and the Fox and the Harper

1972 Frederick Forsyth, The Day of the Jackal
- P. D. James, Shroud for a Nightingale
- G. F. Newman, Sir, You Bastard
- Tony Hillerman, The Fly on the Wall
- Arthur Wise, Who Killed Enoch Powell?

1973 Warren Kiefer, The Lingala Code
- Martin Cruz Smith, Canto for a Gypsy
- John Ball, Five Pieces of Jade
- Hugh C. Rae, The Shooting Gallery
- Ngaio Marsh, Tied Up in Tinsel

1974 Tony Hillerman, Dance Hall of the Dead
- Francis Clifford, Amigo, Amigo
- P. D. James, An Unsuitable Job for a Woman
- Jean Stubbs, Dear Laura
- Victor Canning, The Rainbird Pattern

1975 Jon Cleary, Peter's Pence
- Francis Clifford, Goodbye and Amen
- Andrew Garve, The Lester Affair
- Malcolm Bosse, The Man Who Loved Zoos
- Paul Erdman, The Silver Bears

1976 Brian Garfield, Hopscotch
- Gerald Seymour, Harry's Game
- Maggie Rennert, Operation Alcestic
- Marvin Albert, The Gargoyle Conspiracy
- Ross Thomas, The Money Harvest

1977 Robert B. Parker, Promised Land
- Richard Neely, A Madness of the Heart
- Thomas Gifford, The Cavanaugh Quest
- Gerald Seymour, The Glory Boys
- Trevanian, The Main

1978 William Hallahan, Catch Me: Kill Me
- William McIlvanney, Laidlaw
- Martin Cruz Smith, Nightwing

1979 Ken Follett, Eye of the Needle
- Ruth Rendell, A Sleeping Life
- Tony Hillerman, Listening Woman
- Jack S. Scott, The Shallow Grave
- John Godey, The Snake

### Anii 1980
1980 Arthur Maling, The Rheingold Route 
- C. P. Snow, A Coat of Varnish
- Robert Barnard, Death of a Mystery Writer
- Frank Parrish, Fire in the Barley
- Ruth Rendell, Make Death Love Me

1981 Dick Francis, Whip Hand
- B. M. Gill, Death Drop
- Robert Barnard, Death of a Literary Widow
- A. J. Quinnell, Man on Fire
- Reginald Hill, The Spy's Wife

1982 William Bayer, Peregrine
- Patrick McGinley, Bogmail
- Robert Barnard, Death in a Cold Climate
- Liza Cody, Dupe
- Robert Littell, The Amateur
- Ted Allbeury, The Other Side of Silence

1983 Rick Boyer, Billingsgate Shoal
- Lawrence Block, Eight Million Ways To Die
- Donald E. Westlake, Kahawa
- Elmore Leonard, Split Images
- Seymour Shubin, The Captain

1984 Elmore Leonard, La Brava
1985 Ross Thomas, Briarpatch
1986 L. R. Wright, The Suspect
1987 Barbara Vine, A Dark-Adapted Eye
1988 Aaron Elkins, Old Bones
1989 Stuart M. Kaminsky, A Cold Red Sunrise

### Anii 1990
1990 James Lee Burke, Black Cherry Blues
1991 Julie Smith, New Orleans Mourning
1992 Lawrence Block, A Dance at the Slaughterhouse
1993 Margaret Maron, Bootlegger's Daughter
1994 Minette Walters, The Sculptress
1995 Mary Willis Walker, The Red Scream
1996 Dick Francis, Come to Grief
1997 Thomas H. Cook, The Chatham School Affair
1998 James Lee Burke, Cimarron Rose
1999 Robert Clark, Mr. White's Confession

### Anii 2000
2000 Jan Burke, Bones
2001 Joe R. Lansdale, The Bottoms
2002 T. Jefferson Parker, Silent Joe
2003 S. J. Rozan, Winter and Night
2004 Ian Rankin, Resurrection Men
2005 T. Jefferson Parker, California Girl
2006 Jess Walter, Citizen Vince
2007 Jason Goodwin, The Janissary Tree
2008 John Hart, Down River
2009 C. J. Box, Blue Heaven

### Anii 2010
2010 John Hart, The Last Child
2011 Steve Hamilton, The Lock Artist
2012 Mo Hayder, Gone
2013 Dennis Lehane, Live by Night
2014 William Kent Krueger, Ordinary Grace
2015 Stephen King, Mr. Mercedes
2016 Lori Roy, Let Me Die in His Footsteps
2017 Noah Hawley, Before the Fall
2018 Attica Locke, Bluebird, Bluebird
2019 Walter Mosley, Down the River Unto the Sea

## Câștigători după categorie și an

### 2015
- cel mai bun roman:  Mr. Mercedes de Stephen King
- cel mai bun roman de debut:  Dry Bones in the Valley de Tom Bouman
- cea mai bună carte copertată originală:  The Secret History of Las Vegas de Chris Abani
- cea mai bună carte polițistă bazată pe fapte reale:  Tinseltown: Murder, Morphine, and Madness at the Dawn of Hollywood de William J. Mann
- cea mai bună carte de critică/ biografică: Poe-Land: The Hallowed Haunts of Edgar Allan Poe de J.W. Ocker
- cea mai bună povestire:  "What Do You Do?"- Rogues de Gillian Flynn
- cea mai bună carte pentru copii: Greenglass House de Kate Milford
- cea mai bună carte pentru tineret: The Art of Secrets de James Klise
- cel mai bun scenariu al unui episod TV: "Episode 1" - Happy Valley de Sally Wainwright
- premiul memorial Robert L. Fish: "Getaway Girl" - Ellery Queen's Mystery Magazine de Zoe Z. Bell
- premiul Mary Higgins Clark: The Stranger You Know de Jane Casey
- Grand Master: Lois Duncan și James Ellroy
- premiul Corbul / Raven Award: Ruth și Jon Jordan, Crimespree Magazine și  Kathryn Kennison, Magna Cum Murder
- premiul Ellery Queen:  Charles Ardai

### 2016
- cel mai bun roman: Let Me Die in His Footsteps de Lori Roy
- cel mai bun roman de debut: The Sympathizer de Viet Thanh Nguyen
- cea mai bună carte copertată originală: The Long and Faraway Gone de Lou Berney
- cea mai bună carte polițistă bazată pe fapte reale: Whipping Boy: The Forty-Year Search for My Twelve-Year-Old Bully de Allen Kurzweil
- cea mai bună carte de critică/ biografică: The Golden Age of Murder de Martin Edwards
- cea mai bună povestire: "Obits" – din colecția The Bazaar of Bad Dreams de Stephen King
- cea mai bună carte pentru copii: Footer Davis Probably Is Crazy de Susan Vaught
- cea mai bună carte pentru tineret: A Madness So Discreet de Mindy McGinnis
- cel mai bun scenariu al unui episod TV: "Gently with the Women" - George Gently de Peter Flannery
- premiul memorial Robert L. Fish: "Chung Ling Soo's Greatest Trick" – Ellery Queen's Mystery Magazine de Russell W. Johnson
- premiul Mary Higgins Clark: Little Pretty Things de Lori Rader-Day
- Grand Master: Walter Mosley
- premiul Corbul / Raven Award: Margaret Kinsman și Sisters in Crime
- premiul Ellery Queen: Janet Rudolph